# 布斯屯格牧场
布斯屯格牧场，是中华人民共和国新疆维吾尔自治区塔城地区和布克赛尔蒙古自治县下辖的一个乡镇级行政单位。

## 行政区划
布斯屯格牧场下辖以下地区：
布斯屯格队、布呼特恩呼都格队、乌兰哈德队和迭伦队。